# Chequilla
Chequilla est une commune d'Espagne de la province de Guadalajara dans la communauté autonome de Castille-La Manche. Chequilla est en fait un magnifique parc géologique, un ancien musée de pierre à ciel ouvert, et est particulièrement connu pour ses formations géologiques fantaisistes : ce sont des monolithes de grès rouge créés par l'érosion du vent et de l'eau, donnant lieu à un petit "enchantement". Le voyageur peut entrer dans certaines de ces formations rocheuses et imaginer des figures d'objets ou d'animaux dans leurs contours.

## Géographie
Le Village de Chequilla est situé au milieu des montagnes du "Système Ibérique" espagnol a deux kilomètres de celui-ci passe le Rio Cabrillas, elle est située a équidistance (230 Kilomètres) entre Madrid et Valence. Une seule route traverse la ville de Chequilla, c'est la GU-960 . Cette route sert de lien entre deux autres routes, la CM-2111 et la CM-2106, ce qui signifie que pour faire un détour par Chequilla. Il est important de mentionner que cette ville de Chequilla appartient au Camino del Cid , un itinéraire touristique qui couvre les expériences littéraires et historiques de Rodrigo Díaz de Vivar. Il y a des panneaux d'information autour de la ville concernant ce qui précède. Le climat de Chequilla est méditerranéen, assez continentalisé. Il fait donc froid, du fait de son altitude élevée et de son orientation. Généralement, les températures ne s'arrêtent qu'en juin et les hivers sont très rigoureux, parfois (2007) les températures atteignent -20 °C et la période de gel s'étend d'octobre à juin, avec la période de chutes de neige de novembre à avril, enregistrant même des maximums négatifs. températures. Les étés sont frais, avec des températures maximales qui dépassent à peine 30 °C et des températures minimales qui dépassent rarement 12 °C. 

## Culture
Dans le village il y a notamment une église nommée San Juan Bautista et construite au XVIIIe siècle. Mais aussi, Chequilla a beaucoup souffert du manque criant d'emploi dans la région qui est l'une des principales causes de l'exode rural en Espagne.